# Jorge Marziali

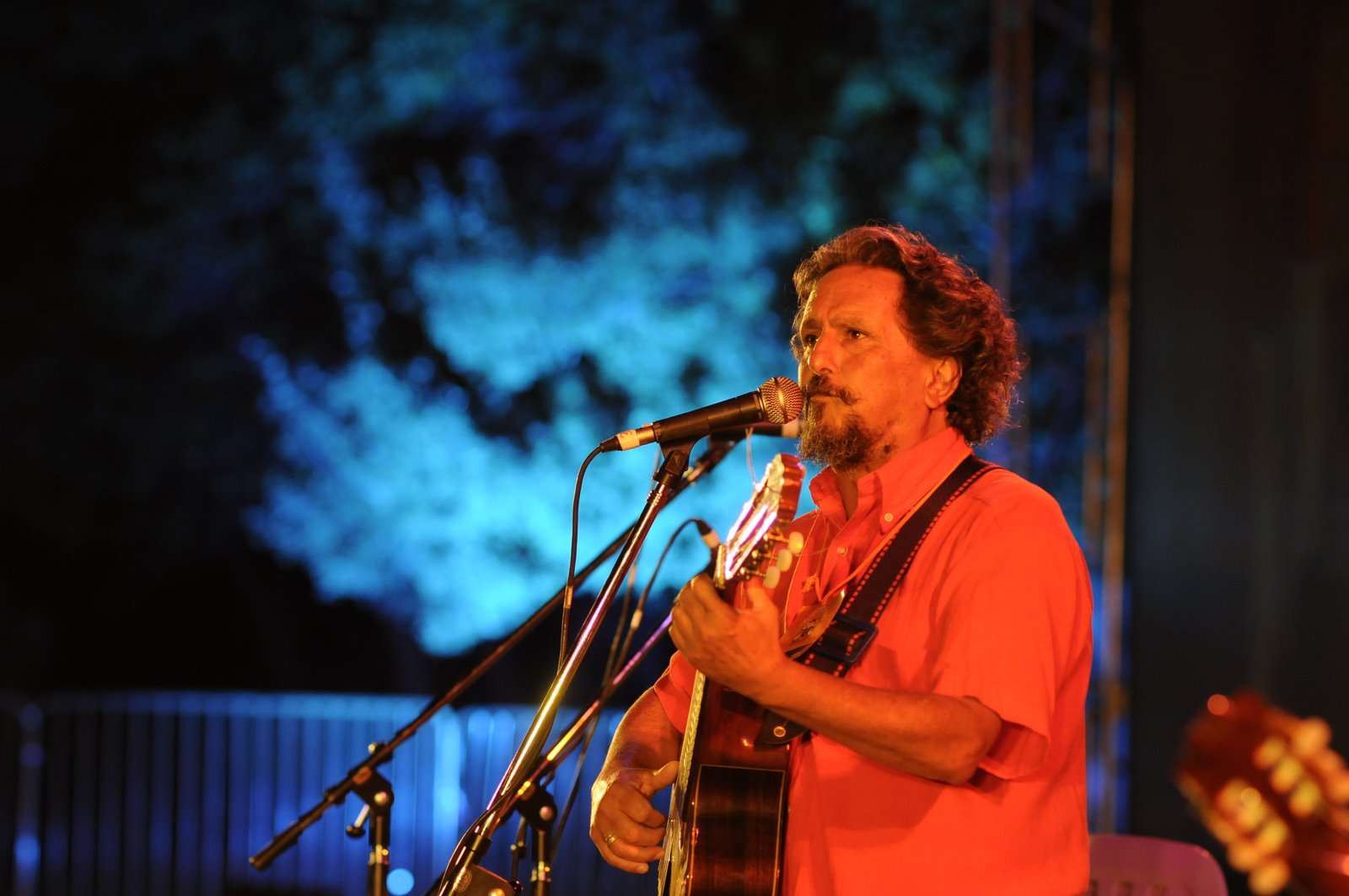
Jorge Marziali (2010)

Jorge Marziali (* 19. Februar 1947 in San José, Bezirk Guaymallén, Provinz Mendoza; † 9. Juli 2017 in Santa Clara, Kuba) war ein argentinischer Cantautor.
Der Sohn italienischer Einwanderer brachte während seines Studiums der Kommunikationswissenschaften 1972 seine erste Schallplatte mit vier Titeln heraus. Er arbeitete in seiner Heimatstadt als Redakteur der Zeitung Clarín und des von Jacobo Timerman herausgegebenen El Diario. 1976 ging er nach Buenos Aires, wo er eine Musikseite des Clarín betreute. Hier erschien 1983 sein Debütalbum Como un gran viento que sopla mit erfolgreichen Titeln wie Este Manuel que yo canto (Manuel Castilla gewidmet) und Coplas de la libertad (nach Versen von Daniel Giribaldi). Zur gleichen Zeit leitete er eine Sendung über argentinische Volksmusik bei Radio Belgrano.
Für El niño de la estrella erhielt er 1997 den Ersten Preis in der Rubrik Gesang beim Wettbewerb 30 años de la muerte del Che Guevara. 1998 unternahm er eine Konzertreise nach Havanna. Im gleichen Jahr erklärte ihn das Kultursekretariat von Buenos Aires zum Maestro del alma. Auf dem Album Padentrano (2004) sang Marziali Titel kreolischer Musiker wie Hilario Cuadros, Chabuca Granda, Alfredo Zitarrosa, Buenaventura Luna und Tejada Gómez. 2010 veröffentlichte er den Gedichtband El amor en otro sitio.
Jorge Marziali verstarb in Folge eines Herzinfarktes auf Kuba, wo er sich gerade wegen seines geplanten Auftritts bei einem Festival aufhielt.

## Diskographie
- Como un gran viento que sopla, 1983
- Marziali cerca nuestro, 1986
- Marziali de diario, 1989
- Miradas, 1999
- Padentrano, 2004
- San Lagente, 2007